# Fakultätsentwicklung
Fakultätsentwicklung bezeichnet in Deutschland die Förderung von Fakultäten an Hochschulen und Universitäten in personeller und organisatorischer Sicht. Ziel ist nicht die Förderung der Hochschule, sondern die Förderung der einzelnen Fakultät. Dieses Konzept ergibt sich aus der Kritik an Studiengebühren, die oftmals vom Land erhoben werden, jedoch eigentlich nur dann ihre Wirkung entfalten, wenn damit nicht die Hochschule, sondern die Fakultät gefördert wird.

## Vergleich von Fakultäten
Ein weiteres Modell von Fakultätsentwicklung – ohne an Studiengebühren oder Entgelte geknüpft – sieht der Vergleich von Fakultäten vor. So werden alle Maschinenbaufakultäten oder Wirtschaftswissenschaftlichen Fakultäten eines Landes anhand verschiedener Kriterien verglichen.

## Kriterien der Fakultätsentwicklung
1: Führung durch den Dekan: (Hühnerhofprinzip) Das erste Kompetenzfeld bezieht sich auf die Fakultätsleitung durch den Dekan als Führungskraft: Der Dekan ist als Leitungsperson für die Strukturen, Prozesse und Ergebnisse der Fakultät verantwortlich. Seine Arbeit umfasst die Steuerung der Entwicklungsarbeit in allen diesen im Folgenden genannten Feldern der Fakultätsentwicklung zusammen mit dem Team der Kollegen und Mitarbeiter in der Fakultät.
2: Ziele der Fakultät:  Hier geht es um Grundsätze, Leitbilder, Visionen und Strategien (im Schulkontext wird es „Schulprogramm“ genannt), die idealerweise oft in der Fakultätsbroschüre Aussagen und Kennzahlen zu allen diesen neun Feldern umfassen.
3: Beteiligtenorientierung/Personalentwicklung für die Mitarbeiter: Die Mitarbeiter und Dozenten sind ein wichtiges Potenzial in der Fakultät, nur mit ihrem Engagement, mit ihrer kompetenten Arbeit, ihrem Interesse an Weiterbildung und Veränderung und Verbesserung sowie ständigem Lernen durch Personalentwicklung können die Strukturen, Prozesse und Ergebnisse der Fakultät reifen.
4: Ressourcen (Kompetenzen, Information, Finanzen): Hier geht es um das Budget der Fakultät, wie ein Finanzplan vom Dekan mit den Beteiligten abgestimmt wird und in welche Projekte und Anschaffungen investiert wird. Ebenso geht es um die Verteilung von Kompetenzen und Informationen: in diesem Entwicklungsfeld muss beispielsweise schriftlich festgelegt werden, wie Informationen schriftlich ausgetauscht werden und wer in welchen Feldern Kompetenzen hat.
5: Prozesse von Lehre und Forschung, d. h. besonders Seminarentwicklung und (Dritt-)Mittelaktivität für Forschungsprojekte: Es geht um die Überprüfung, ob Seminare eine enge Betreuung der Studierenden garantieren, um sie zum Lernerfolg und Studienabschluss zu führen; es geht darum, zu evaluieren, ob die Seminarinhalte dem modernen Stand der Erkenntnisse entsprechen und ob sie didaktisch aufgebaut sind und wie sie in das Studiengangcurricculum integriert werden, z. B. auch später im Beruf oder für die Abschlussprüfung benötigt werden. Aber auch die Prozesse der Entwicklung von Forschungsprojekten werden angesprochen: Sind die Arbeitsschritte in der Fakultät dergestalt, dass damit Projekte akquiriert, als auch er-folgreich durchgeführt, abgeschlossen und vermarktet bzw. an die Öffentlichkeit transferiert werden können?	
6: Zufriedenheit der Lehrenden: Hier geht es um die Feststellung der Zufriedenheit der Dozenten. Als Mitarbeiter haben sie in diesem Entwicklungsfeld einen hohen Stellenwert, und alle Entwicklungen sollen die Beteiligten einbeziehen und auch deren Zufriedenheit erhöhen, denn nur ein zufriedener Dozent z. B. im sog. Mittelbau kann auch einen positiven Beitrag zur Fakultätsentwicklung leisten.
7: Zufriedenheit der Studierenden mit der Lehre und den Lernbedingungen: Neben den Mitarbeitern werden auch die Abnehmer des Bildungsgutes – also die Studierenden – schriftlich zu ihrer Zufriedenheit zu verschiedenen Kriterien befragt. Idealerweise sind auch die hier genannten Entwicklungsfelder als Fragen in den Fragebogen eingebettet.
8: Kooperationen und gesellschaftliche Verantwortung, Image der Fakultät durch Projekte: Hier geht es darum, dass die Fakultät sich ihrer gesellschaftspolitischen, sozialverantwortlichen und demokratisierenden Verantwortung stellt und jede Fakultät in diesem Entwicklungsfeld überlegt, wie sie durch kontinuierliche Projekte dazu beitragen kann. Dieses können beispielsweise Projekte zum Umweltschutz oder zur Verbesserung der gesellschaftlichen Bedingungen oder der moralisch-ethisch-verantwortlichen Forschung in den Naturwissenschaften sein.
9: Erfolg, Evaluation und Ergebnissicherung: Die Ergebnisse der Fakultät und des Controllings werden in einer Art Geschäftsbericht der Fakultät durch den Fakultätsentwickler präsentiert. In diesem Feld wird somit schriftlich über die Fortschritte in den oben genannten Entwicklungsfeldern regelmäßig berichtet. Sinnvoll ist es auch, einzelne Kennzahlen als eine Art ‚Controlling‘ für jedes Entwicklungsfeld zu definieren, die gemessen werden können, um die positive Veränderung der Fakultätsentwicklung in jedem Feld aufzuzeigen (z. B. Erhöhung der Zufriedenheit der Mitarbeiter und Studierenden).

## Ergebnisdokumentation
Es wird angestrebt, die vergleichende Evaluierung von Fakultäten mit Punkten zu berechnen und die erreichten Punkte in die Zeugnisse der Fakultäten als Qualitäts-Siegel aus einem Audit aufzunehmen.

## Erfolgsfaktoren von Fakultätsentwicklung
- Der Wille zur Veränderung.
- Unterstützung der obersten Leitung.
- Beteiligung der Betroffenen (Lehrende, Studierende, Verwaltung).
- Begleitung und Steuerung des Veränderungsprozesses durch Moderatoren.
- Die Bereitschaft aller Mitwirkenden, selbst etwas Neues zu lernen.
- Ungesichertes Terrain betreten mit allen damit verbundenen Unwägbarkeiten.
- Entwicklung neuer Lehr-/Lernmaterialien und Lernformen.
- Mehr Vertrauen in die Studierenden setzen.